# Magalia
Magalia is een plaats in Butte County in Californië in de VS.

## Geschiedenis
Tijdens een Camp Fire in 2018 werd een groot deel van Magalia de dood. Zeker zeven mensen vonden de dood.

## Geografie
De totale oppervlakte bedraagt 36,4 km² (14,1 mijl²) wat allemaal land is.

## Demografie
Volgens de census van 2000 bedroeg de bevolkingsdichtheid 290,0/km² (751,0/mijl²) en bedroeg het totale bevolkingsaantal 10.569 dat bestond uit:
- 94,09% blanken
- 0,41% zwarten of Afrikaanse Amerikanen
- 1,20% inheemse Amerikanen
- 0,59% Aziaten
- 0,09% mensen afkomstig van eilanden in de Grote Oceaan
- 1,03% andere
- 2,59% twee of meer rassen
- 4,88% Spaans of Latino

Er waren 4395 gezinnen en 3199 families in Magalia. De gemiddelde gezinsgrootte bedroeg 2,38.

## Plaatsen in de nabije omgeving
De onderstaande figuur toont nabijgelegen plaatsen in een straal van 32 km rond Magalia.